# Curling-Weltmeisterschaft der Herren 1995

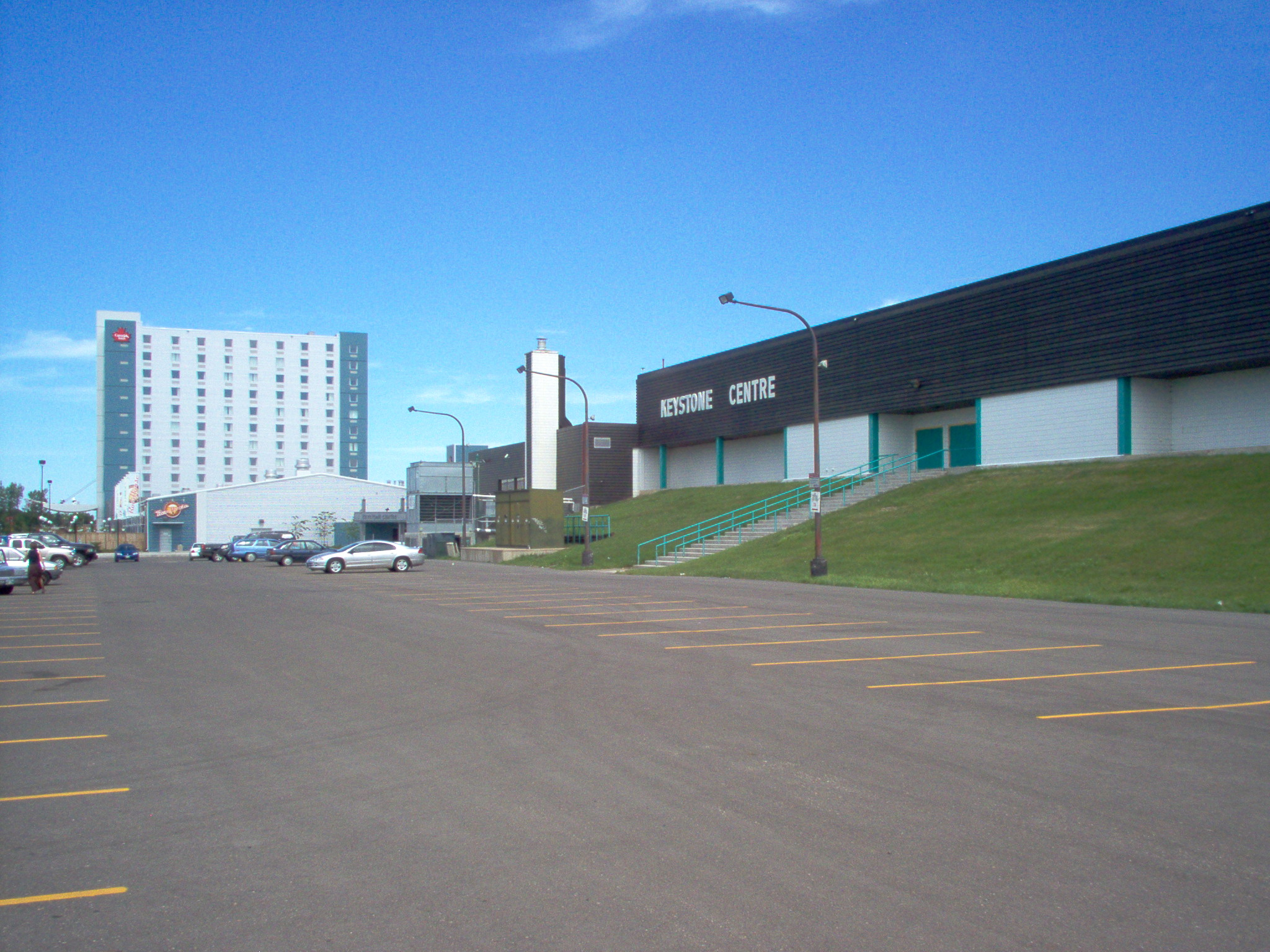
Das Keystone Centre in Brandon

Die Curling-Weltmeisterschaft der Herren 1995 (offiziell: Ford World Men’s Curling Championship 1995) war die 37. Austragung (inklusive Scotch Cup) der Welttitelkämpfe im Curling der Herren. Sie wurde vom 8. bis 16. April des Jahres in der kanadischen Stadt Brandon, Manitoba, im Keystone Centre veranstaltet. 
Die Curling-Weltmeisterschaft der Herren wurde in einem Rundenturnier (Round Robin) zwischen den Mannschaften aus Schottland, Kanada, den Vereinigten Staaten, Deutschland, Schweden, Australien, der Schweiz, England, Norwegen und erstmals Wales ausgespielt. 
Die Spiele wurden auf zehn Ends angesetzt.
Mit dem dritten Finalsieg in Folge feierte Kanada, vor eigenem Publikum, seinen insgesamt 23. Triumph bei Herren-Curling-Weltmeisterschaften. Schottland unterlag mit 2:4 Steinen und holte die Silbermedaille. Den dritten Platz errang Deutschland im Spiel um Bronze. 

## Teilnehmende Nationen
| Australien | Deutschland | England | Kanada | Norwegen |
| --- | --- | --- | --- | --- |
| New South Wales CC, Victoria Skip: Hugh Millikin Third: Stephen Johns Second: Gerald Chick Lead: Stephen Hewitt Ersatz: Brian Johnson | Füssen CC, Füssen Skip: Andreas Kapp Third: Ulrich Kapp Second: Oliver Axnick Lead: Holger Höhne Ersatz: Michael Schäffer            | Wigan CC / Haigh CC, Wigan Skip: Alistair Burns Third: Andrew Hemming Second: Neil Hardie Lead: Stephen Watt Ersatz: Phil Atherton               | Assiniboine Memorial CC, Winnipeg, MB Skip: Kerry Burtnyk Third: Jeff Ryan Second: Rob Meakin Lead: Keith Fenton Ersatz: Denis Fillion   | Snarøen CC, Oslo Skip: Eigil Ramsfjell Third: Anthon Grimsmo Second: Jan Thoresen Lead: Tore Torvbråten Ersatz: Sjur Loen |
| Schottland | Schweden | Schweiz | Vereinigte Staaten | Wales |
| Dunkeld CC, Pitlochry Skip: Gordon Muirhead Third: Peter Loudon Second: Robert Kellyl Lead: Russell Keiller Ersatz: Graeme Connal     | Östersunds CK, Östersund Skip: Peter Lindholm Third: Tomas Nordin Second: Magnus Swartling Lead: Peter Narup Ersatz: Jan-Olov Nässén | St. Moritz CC, St. Moritz Skip: Andreas Schwaller Third: Christof Schwaller Second: Reto Ziegler Lead: Peter Eggenschwiler Ersatz: Martin Zürrer | Superior CC, Superior, WI Skip: Tim Somerville Third: Mike Schneeberger Second: Myles Brundidge Lead: John Gordon Ersatz: Bud Somerville | Deeside CC, Deeside Skip: John Hunt Third: Jamie Meikle Second: Adrian Meikle Lead: Hugh Meikle Ersatz: Chris Wells       |

## Tabelle der Round Robin
| Schlüssel | Schlüssel                      |
| --------- | ------------------------------ |
|           | Qualifiziert für die Play-offs |
|           | Tie-Breaker                    |

| Platz | Team               | Spiele | Siege | Ndlg. |
| ----- | ------------------ | ------ | ----- | ----- |
| 1.    | Kanada             | 9      | 9     | 0     |
| 2.    | Deutschland        | 9      | 6     | 3     |
| 3.    | Schottland         | 9      | 6     | 3     |
| 4.    | Vereinigte Staaten | 9      | 4     | 5     |
| 5.    | Norwegen           | 9      | 4     | 5     |
| 6.    | Schweiz            | 9      | 4     | 5     |
| 7.    | Schweden           | 9      | 4     | 5     |
| 8.    | Australien         | 9      | 3     | 6     |
| 9.    | England            | 9      | 3     | 6     |
| 10.   | Wales              | 9      | 2     | 7     |

## Ergebnisse der Round Robin

### Runde 1
| Schottland | Deutschland |
| 4          | 5           |

| Kanada | Schweiz |
| 5      | 2       |

| Norwegen | Australien |
| 6        | 7          |

| Vereinigte Staaten | Schweden |
| 5                  | 4        |

| England | Wales |
| 3       | 2     |

### Runde 2
| England | Kanada |
| 4       | 7      |

| Australien | Wales |
| 10         | 2     |

| Schottland | Vereinigte Staaten |
| 8          | 4                  |

| Norwegen | Deutschland |
| 7        | 4           |

| Schweiz | Schweden |
| 11      | 6        |

### Runde 3
| Schweden | Wales |
| 5        | 6     |

| Deutschland | Vereinigte Staaten |
| 8           | 5                  |

| Schweiz | England |
| 8       | 4       |

| Australien | Schottland |
| 4          | 5          |

| Norwegen | Kanada |
| 2        | 8      |

### Runde 4
| Deutschland | Schweiz |
| 4           | 3       |

| Norwegen | Schottland |
| 3        | 9          |

| Kanada | Wales |
| 8      | 2     |

| Schweden | England |
| 5        | 2       |

| Vereinigte Staaten | Australien |
| 9                  | 6          |

### Runde 5
| Norwegen | England |
| 8        | 7       |

| Schweiz | Australien |
| 4       | 3          |

| Deutschland | Schweden |
| 5           | 3        |

| Kanada | Vereinigte Staaten |
| 7      | 6                  |

| Wales | Schottland |
| 3     | 5          |

### Runde 6
| Wales | Vereinigte Staaten |
| 5     | 10                 |

| Schottland | Schweden |
| 5          | 8        |

| Australien | Kanada |
| 5          | 10     |

| Schweiz | Norwegen |
| 5       | 9        |

| Deutschland | England |
| 6           | 9       |

### Runde 7
| Kanada | Schottland |
| 8      | 3          |

| Wales | Deutschland |
| 2     | 7           |

| Vereinigte Staaten | Schweiz |
| 7                  | 3       |

| England | Australien |
| 4       | 6          |

| Schweden | Norwegen |
| 10       | 3        |

### Runde 8
| Australien | Schweden |
| 5          | 11       |

| Vereinigte Staaten | England |
| 3                  | 12      |

| Wales | Norwegen |
| 6     | 5        |

| Deutschland | Kanada |
| 1           | 8      |

| Schottland | Schweiz |
| 7          | 6       |

### Runde 9
| Vereinigte Staaten | Norwegen |
| 3                  | 5        |

| Schweden | Kanada |
| 2        | 8      |

| England | Schottland |
| 5       | 6          |

| Wales | Schweiz |
| 5     | 6       |

| Australien | Deutschland |
| 3          | 5           |

## Tie-Breaker
Die punktgleichen Mannschaften aus der Schweiz, Norwegen, den Vereinigten Staaten und Schweden spielten den letzten offenen Platz für das Halbfinale aus.

### Runde 1
| Schweiz | Vereinigte Staaten |
| 3       | 6                  |

| Norwegen | Schweden |
| 5        | 4        |

### Runde 2
| Norwegen | Vereinigte Staaten |
| 1        | 10                 |

## Play-off

### Turnierbaum
|  | Halbfinale | Halbfinale         | Halbfinale |                  |  | Finale | Finale             | Finale |
|  |            |                    |            |                  |  |        |                    |        |
|  |            |                    |            |                  |  |        |                    |        |
|  | 1          | Kanada             | 10         |                  |  |        |                    |        |
|  | 4          | Vereinigte Staaten | 7          |                  |  | 1      | Kanada             | 4      |
|  |            |                    |            |                  |  | 3      | Schottland         | 2      |
|  |            |                    |            |                  |  |        |                    |        |
|  |            |                    |            | Spiel um Platz 3 |  |        |                    |        |
|  | 2          | Deutschland        | 4          |                  |  |        |                    |        |
|  | 3          | Schottland         | 6          |                  |  | 2      | Deutschland        | 6      |
|  |            |                    |            |                  |  | 4      | Vereinigte Staaten | 5      |
|  |            |                    |            |                  |  |        |                    |        |

### Halbfinale
| Vereinigte Staaten | Kanada |
| 7                  | 10     |

| Deutschland | Schottland |
| 4           | 6          |

### Spiel um die Bronzemedaille
| Vereinigte Staaten | Deutschland |
| 5                  | 6           |

### Finale
| Team       |  | 1 | 2 | 3 | 4 | 5 | 6 | 7 | 8 | 9 | 10 | Gesamt |
| ---------- |  | - | - | - | - | - | - | - | - | - | -- | ------ |
| Schottland |  | 0 | 0 | 0 | 0 | 1 | 1 | 0 | 0 | 0 | X  | 2      |
| Kanada     |  | 0 | 1 | 1 | 0 | 0 | 0 | 0 | 1 | 1 | X  | 4      |

## Endstand
| Platz | Land               |
| ----- | ------------------ |
| 1     | Kanada             |
| 2     | Schottland         |
| 3     | Deutschland        |
| 4     | Vereinigte Staaten |
| 5     | Norwegen           |
| 6     | Schweiz            |
| 7     | Schweden           |
| 8     | Australien         |
| 9     | England            |
| 10    | Wales              |